# Fitobioma
Un fitobioma consiste en una planta (fito) situada en su área ecológica específica (bioma), incluido su entorno y las comunidades asociadas de organismos que lo habitan. Estos organismos incluyen todos los macro y microorganismos que viven en, sobre o alrededor de la planta, incluidas bacterias, arqueas, hongos, protistas, insectos, animales y otras plantas. El medio ambiente incluye el suelo, el aire y el clima. Ejemplos de áreas ecológicas son campos, pastizales, bosques. El conocimiento de las interacciones dentro de un fitobioma se puede utilizar para crear herramientas para la agricultura, la gestión de cultivos, una mayor salud, conservación, productividad y sostenibilidad de los sistemas forestales y de cultivo.

## Señalización

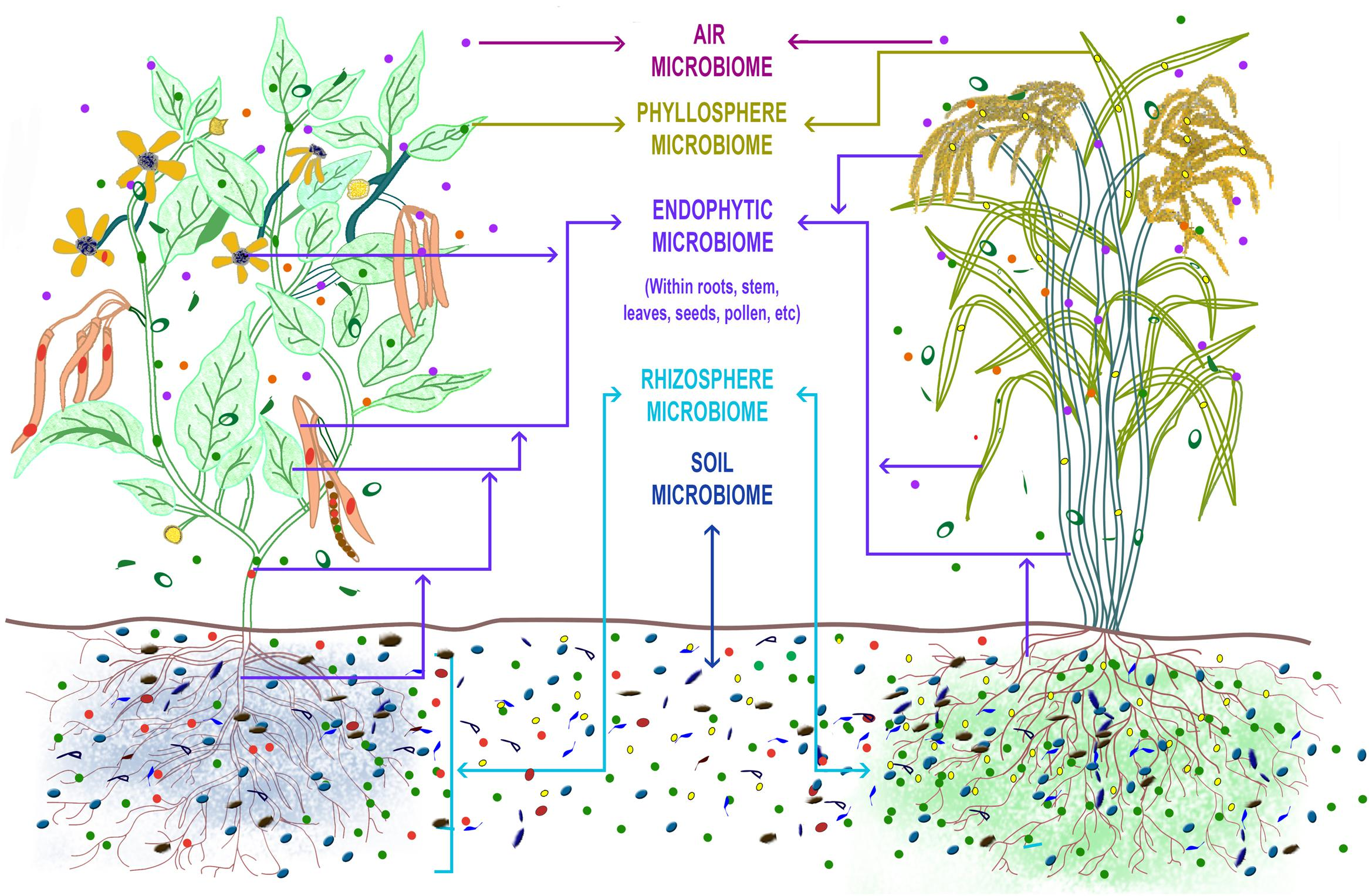
Ambientes dentro del fitobioma

## Diversidad
La comunidad microbiana dentro del fitobioma es quizás uno de los microbiomas más ricos y diversos de la Tierra. Las plantas forman asociaciones con miles de millones de organismos en todos los reinos de la vida. Los enfoques metagenómicos y metatranscriptómicos recientes han permitido a los científicos descubrir nuevas especies taxonómicas que no se cultivan fácilmente en un laboratorio.

### Bacterias
Investigaciones recientes han demostrado que la comunicación entre los reinos entre los organismos es esencial para la función adecuada del fitobioma. Existen numerosas señales físicas y químicas, como lípidos, péptidos y polisacáridos secretados, que permiten que los organismos reconozcan e interactúen dentro del fitobioma. Se sabe que las bacterias producen moléculas de detección de quórum, como lactonas de homoserina, factores difusibles similares a lípidos y péptidos de señalización que median en las interacciones planta-bacteria, como la colonización. Se ha informado que las lactonas de homoserina son producidas por un gran número de bacterias que se encuentran en la rizosfera. Las bacterias promotoras del crecimiento vegetal (PGPB) a menudo producen factores Nod (factores de nodulación) que inician la formación de nódulos en las plantas. Además de las interacciones planta-bacteria, las bacterias a menudo secretan compuestos bactericidas o fungicidas en el fitobioma para reducir la competencia local por nichos y recursos. Además, los organismos que se alimentan de bacterias, como algunas especies de algas y protistas, se sienten atraídos por estas pequeñas moléculas de señalización.

### Fagos
Los bacteriófagos también juegan un papel crítico en el fitobioma a través de interacciones depredador-presa. Los bacteriófagos utilizan péptidos de señalización como el arbitrio para mediar en el inicio de la lisis celular y la lisogenia en la célula huésped.

### Hongos
Los hongos se comunican en el fitobioma a través de señales químicas para ayudar en la reproducción sexual, la esporulación, el reconocimiento de célula a célula y la antibiosis; sin embargo, solo una fracción de estos químicos ha sido estudiada por su función. Los hongos micorrícicos establecen relaciones simbióticas con las plantas a través de la producción de factores Myc o quitooligosacáridos que son reconocidos por los receptores de la planta. Los hongos que atrapan nematodos a menudo utilizan moléculas de señalización fúngica para iniciar la morfogénesis hacia la presa. Otros organismos pueden interferir con la señalización fúngica, como las oxilipinas producidas por plantas, que imitan las moléculas de señalización fúngicas y pueden regular el desarrollo fúngico o reducir la virulencia. Se ha informado que múltiples especies de bacterias, insectos y nematodos responden a compuestos de señalización fúngicos.

### Nematodos
Se sabe muy poco sobre la comunicación de los nematodos dentro del fitobioma. Los nematodos fitopatógenos a menudo se comunican a través de la producción de feromonas. Las plantas pueden detectar estos compuestos e inducir vías de defensa. Los nematodos también producen hormonas vegetales como las citoquininas que ayudan en el establecimiento de la asociación con las plantas.

### Protistas
Quizás se sepa aún menos sobre el papel ecológico de los protistas y los virus dentro del fitobioma. Algunas especies de amebas usan nucleótidos cíclicos o señales peptídicas para adaptar el comportamiento social. Las fitohormonas producidas por las bacterias asociadas a las algas pueden tener un gran impacto en las poblaciones de microalgas en el suelo. La presencia de amebas también puede desencadenar que la bacteria P. fluorescens produzca toxinas anti-amebas.

### Insectos
Los insectos se comunican para transferir información sobre amenazas externas, estatus social, disponibilidad de alimentos y apareamiento a través de la producción de feromonas volátiles, también conocidas como semioquímicos. Esto ha hecho de las feromonas un tema de investigación desde la década de 1950 para diversas aplicaciones en la agricultura y enfermedades transmitidas por insectos como la malaria. Las plantas pueden tener un impacto profundo en la producción de feromonas de insectos. Las plantas Rattlebox producen varios compuestos alcaloides que los insectos usan como precursores para la síntesis de feromonas sexuales. Muchas especies de plantas han desarrollado la producción de sustancias químicas volátiles que interfieren con la señalización de las feromonas, a menudo a través de la inhibición de la función adecuada de las neuronas olfativas.
Las bacterias y los hongos también pueden producir sustancias químicas volátiles que afectan el comportamiento de los insectos.

### Plantas
La presencia de plantas y su comunicación con otros miembros de la comunidad da forma fundamentalmente al fitobioma. Los exudados de las raíces contienen numerosos azúcares, aminoácidos, polisacáridos y metabolitos secundarios. La producción de estos exudados está fuertemente influenciada por factores ambientales y la fisiología de la planta y puede alterar la composición de la comunidad de la rizosfera y el rizoplano. La secreción de flavonoides ayuda a reclutar bacterias Rhizobia que forman una simbiosis mutualista con numerosas especies de plantas. Rhizobia también puede reconocer otros compuestos vegetales como betaínas, ácidos aldónicos y ácido jasmónico. Estas moléculas señalizadoras pueden tener efectos múltiples o incluso antagónicos. Por ejemplo, las cutinas de plantas desencadenan la colonización y simbiosis de micorrizas arbusculares, pero también pueden ser reconocidas por oomicetos patógenos de plantas y desencadenar la patogénesis. Los productos químicos volátiles de las plantas también atraen a los herbívoros, polinizadores y portadores de semillas.
Cuando las plantas reconocen la presencia de microbios, a menudo activan la producción de señales de fitohormonas que se transportan por toda la planta. Las plantas responden a patógenos y herbívoros a través de la producción de hormonas que incluyen ácido salicílico, ácido jasmónico y etileno. Además, muchas fitohormonas que funcionan en la tolerancia al estrés abiótico o en el crecimiento de las plantas también desencadenan respuestas en la comunidad microbiana. Se demostró que la producción de ácido salicílico en Arabidopsis influye en la composición del microbioma de la raíz al actuar como una señal o fuente de carbono. Se sabe que la secreción de estrigolactona estimula la germinación de esporas y la producción de factor Myc en hongos micorrízicos arbusculares.
La comunidad microbiana también puede manipular la función de las fitohormonas o la producción de fitohormonas específicas en las plantas.

## Investigación
En 2015, la American Phytopathological Society (APS) lanzó un marco de investigación, la Iniciativa de Fitobiomas, para facilitar la organización de la investigación sobre fitobiomas. Como parte de este esfuerzo, en 2016 lanzó Phytobiomes Journal, una revista de acceso abierto. La revista se centra en la investigación transdisciplinaria que impacta en todo el ecosistema vegetal. Se ha publicado una estrategia general de investigación en Phytobiomes Roadmap, un documento desarrollado por un grupo de sociedades científicas, empresas, institutos de investigación y agencias gubernamentales. Se pretende presentar un plan estratégico para el estudio de fitobiomas y proponer un plan de acción para aplicar los estudios de fitobiomas. La Phytobiomes Alliance conectada es un consorcio internacional sin fines de lucro de instituciones académicas, empresas grandes y pequeñas y agencias gubernamentales que coordinan proyectos de investigación públicos y privados sobre varios aspectos de los fitobiomas relevantes para la agricultura.